# 아라와
아라와(Arawa)는 파푸아뉴기니의 도시로, 부건빌 자치주의 주도이며 인구는 약 40,190명(2007년 예상)이다. 부건빌섬 남동부 연안에 위치한다.